# Colpo di Stato greco del 1925
Il colpo di stato greco del 1925, noto anche movimento Pangalos (in greco Κίνημα Παγκάλου) fu un colpo di stato greco che ebbe luogo il 25 giugno 1925. Fu guidato dal generale Theodoros Pagalos che prevalse senza incontrare resistenza. Salì al potere il giorno successivo.

## Sfondo
La catastrofe dell'Asia Minore del 1922 creò molte turbolenze nel panorama politico della Grecia. La rivoluzione dell'11 settembre costrinse il re Costantino I ad abdicare per la seconda volta e in modo definitivo, a favore del figlio e il principe ereditario Giorgio. Nel 1923 fu lanciato un tentato colpo di stato di Leonardopoulos e Gargalidis, che fallì, ma che turbò maggiormente il panorama politico. Giorgio II lasciò la Grecia il 13 dicembre dello stesso anno. Infine il 25 marzo 1924, fu proclamata la Seconda Repubblica ellenica, ufficialmente istituita il 13 aprile, dopo un referendum.
Questo sviluppo venne sfruttato dal generale Theodoros Pangalos, che avviò i preparativi per il colpo di Stato.

## Preparativi

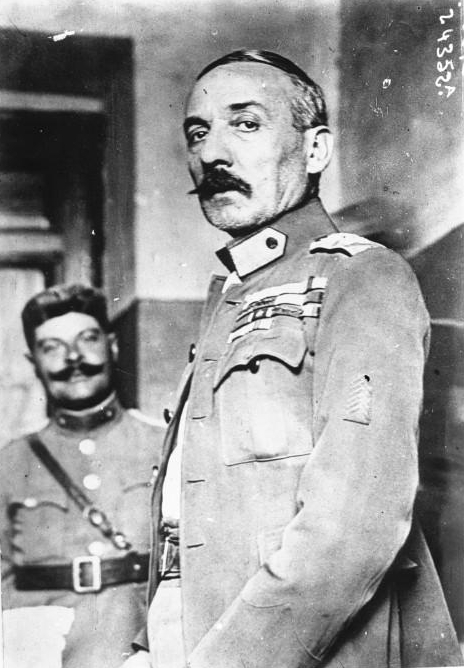
Pangalos nel 1925

Verso la fine del 1924 Pangalos assunse il controllo dei "Battaglioni Democratici", un gruppo di soldati guidati dal colonnello Dertilis e dal generale Loufa. Gli ultimi due furono arrestati e messi sotto controllo dal governo Michalakopoulos con l'accusa di cospirazione contro il governo.
All'inizio del 1925 circolavano voci sul movimento Pangalos. Gli scioperi, così come le provocazioni della Turchia, peggiorarono la situazione. La corruzione del governo, il ritardo della 4ª Assemblea Costituente e l'instabilità del governo posero le basi per l'imminente imposizione di una dittatura.
Vari ufficiali macedoni dichiararono la loro appartenenza al gruppo del movimento, come Alexandros Othonaios. In una conversazione, il ministro dell'esercito Dimitrios Godikas chiese a Pangalos: "Davvero, Theodoros, hai intenzione di avviare un movimento?", e Pangalos rispose: "Certo che avvierò un movimento. Avrò paura di te?".

## Colpo di Stato
La sera del 24 giugno, Pangalos fu informato che il suo arresto era imminente. Ordinò immediatamente agli ufficiali iniziati di occupare posizioni strategiche. Il colpo di Stato ebbe inizialmente luogo nell'ospedale militare, dove era detenuto il colonnello Dertilis. A Salonicco, la flotta si unì al movimento, mentre l'incrociatore Averof fu catturato da ufficiali navali iniziati. Il movimento assunse il controllo di Kavala, della Tracia e della Macedonia.
Ad Atene, il primo ministro Michalakopoulos convocò i capi politici, Kafantaris e Kondylis, a un incontro. Un nuovo incontro si ebbe sotto il presidente della Repubblica, Pavlos Kountouriotis. Michalakopoulos non sembrava intenzionato a dimettersi, ma chiese la partecipazione di Kafantaris e Kondylis al governo. Entrambi rifiutarono, portando Michalakopoulos a dimettersi. Alle 10 del mattino del 25 giugno Theodoros Pangalos inviò un ultimatum al presidente della repubblica, chiedendo le dimissioni del governo. L'atteggiamento tiepido mostrato da Michalakopoulos fu decisivo per il successo del colpo di stato. Papanastasiou, dopo un incontro tra il presidente della repubblica e altri, ricevette l'ordine di formare un governo. Pangalos in un primo momento sembrava disposto a prendere parte al governo, ma in seguito, e dopo aver accertato che il colpo di stato aveva prevalso, prese parte come primo ministro. In un nuovo incontro Papanastasiou presentò il mandato di formare un governo.
Così, Theodoros Pangalos assunse la carica di primo ministro il 26 giugno 1925. Nel governo che formò, ricoprì lui stesso la carica di ministro della guerra. In Parlamento presentandosi come primo ministro, ricevette un voto di fiducia con 185 parlamentari a favore contro 14. I partiti di Michalakopoulos e Kafantari si astennero. Con decreto del 30 settembre 1925 abolì il Parlamento in quanto "aveva perso la fiducia della Nazione". I leader politici, credendo negli impegni di Pagalos, gli permisero sostanzialmente di prendere incruentemente le redini del Paese.